# Жарново-Друге
Жарново-Друге (пол. Żarnowo Drugie) — деревня в Августовском повете Подляского воеводства Польши. Входит в состав гмины Августув. Находится на автодороге 16 примерно в 6 км к западу от города Августов. По данным переписи 2011 года, в деревне проживало 319 человек. Есть начальная школа им. Иоанна Павла II и старая придорожная часовня (1859).